# Listă de conducători de stat din 832
828 - 829 - 830 - 831 - 832 - 833 - 834 - 835 - 836
Aceasta este o listă a conducătorilor de stat din anul 832:

## Europa
- Anglia, statul anglo-saxon Northumbria: Eanred (rege, 810-840)
- Anglia, statul anglo-saxon East Anglia: Athelstan (după 825) (?)
- Anglia, statul anglo-saxon Mercia: Wiglaf (rege, 827-829, 830-839)
- Anglia, statul anglo-saxon Wessex: Egbert (rege, 802-839)
- Aquitania: Pepin I (rege din Dinastia_Carolingiană, 817-838)
- Asturia: Alfonso al II-lea cel Neprihănit (rege, 791-842)
- Bavaria: Ludovic al II-lea Germanicul (rege din dinastia Carolingiană, 817-876; ulterior, rege al Germaniei, 843-876)
- Benevento: Sico I (principe, 817-832) și Sicard (principe, 832-839)
- Bizanț: Teofil (împărat din dinastia Amoriană, 829-842)
- Bulgaria: Malamir (han, 831-836)
- Cordoba: Abu'l-Mutarrif Ab ar-Rahman al II-lea ibn al-Hakam (I) (emir din dinastia Omeiazilor, 822-852)
- Creta: Umar ben Hafs ben Shuayb ben Isa al-Ghaliz al-Ikritish (emir, 828-855)
- Croația: Vladislav (cneaz, 821-cca. 835)
- Francii: Ludovic I cel Pios (rege din dinastia Carolingiană, 814-840; totodată, împărat occidental, 814-840; totodată, rege al Bavariei, 814-817; ulterior, rege al Italiei, 818-822)
- Gruzia, statul Abhazia: Teodosiu (rege, 811/812-837/838)
- Imperiul occidental: Ludovic I cel Pios (împărat din dinastia Carolingiană, 814-840; totodată, rege al francilor, 814-840; totodată, rege al Bavariei, 814-817; ulterior, rege al Italiei, 818-822)
- Italia: Lothar I (rege din dinastia Carolingiană, 822-855; anterior, rege al Bavariei, 814-817; ulterior, împărat occidental, 843-855)
- Moravia Mare: Mojmir I (cneaz, 830-846)
- Neapole: Ștefan al III-lea (duce, 793/794-794/795, 820/821-831/832) și Bonus (duce, 831/832-833/834)
- Scoția, statul picților: Oengus (Unuist) al II-lea (rege, 820-832, 832-834; totodată, rege în Dalriada, 820-834) și Alpin (832)
- Scoția, statul celt Dalriada: Oengus (rege, 820-834; totodată, rege al picților, 820-834)
- Serbia: Vlastimir (cneaz din dinastia lui Viseslav, 820-842)
- Sicilia: Abu Muhammad Ziyadat Allah I ibn Ibrahim (emir din dinastia Aghlabizilor, 817-838)
- Spoleto: Adelchis I (duce din familia Supponizilor, 824-834; anterior, conte de Parma, Cremona și Brescia)
- Statul papal: Grigore al IV-lea (papă, 827-844)
- Toscana: Bonifaciu al II-lea (margraf, 828-834; anterior, conte de Lucca, 823-834)
- Veneția: Giovanni Partecipazio I (doge, 829-836)

## Africa
- Aghlabizii: Abu Muhammad Ziyadat Allah I ibn Ibrahim (emir din dinastia Aghlabizilor, 817-838)
- Idrisizii: Muhammad al-Muntasir ibn Idris (II) (imam din dinastia Idrisizilor, 828-836)
- Kanem-Bornu: Dugu (sultan, cca. 784-cca. 835)

## Asia

### Orientul Apropiat
- Bizanț: Teofil (împărat din dinastia Amoriană, 829-842)
- Califatul abbasid: Abu Djafar Abdallah al-Mamun ibn ar-Rașid (calif din dinastia Abbasizilor, 813-817, 819-833)
- Samanizii: Nuh ibn Asad ibn Saman (emir din dinastia Samanizilor, 819-842) și Ahmad I ibn Asad ibn Saman (emir din dinastia Samanizilor, 819-864)

### Orientul Îndepărtat
- Birmania, statul Arakan: Mawlataing Chandra (rege din dinastia Chandra, 830-849)
- Birmania, statul Mon: Thamala (rege, 825-837)
- Cambodgea, Imperiul Kambujadesa (Angkor): Jayavarman al II-lea (împărat, 802-854)
- Cambodgea, statul Tjampa: Harivarman I (rege din a cincea dinastie, 803?/817?-854)
- China: Wenzong (împărat din dinastia Tang, 827-840)
- Coreea, statul Silla: Hungdok (Sojong) (rege din dinastia Kim, 826-836)
- India, statul Chalukya răsăriteană: Vijayaditya al II-lea (rege, 799-cca. 847)
- India, statul Gurjara Pratihara: Nagabhata (Nagavaloka) al II-lea (rege, cca. 792-833)
- India, statul Pallava: Dantivarman (rege din a treia dinastie, 795-845)
- India, statul Raștrakuților: Amoghavarșa (sau Sarva) I (rege, 814-878)
- Kashmir: Anangapida (rege din dinastia Karkota, ?-?) (?)
- Japonia: Junna (împărat, 823-833)
- Nepal: Balarjunadeva (rege din dinastia Thakuri, cca. 828-844/845)
- Sri Lanka: Sena I (rege din dinastia Silakala, 824-844)
- Tibet: K'ri-gTsug lDe-bTsan (chos-rgyal, 817-836)